# Таври (Ленінградська область)
Таври (рос. Тавры) — присілок у Всеволожському районі Ленінградської області Російської Федерації.
Населення становить 54 особи. Належить до муніципального утворення Колтушське сільське поселення.

## Історія
Від 1 серпня 1927 року належить до Ленінградської області.

## Населення
| 2007 | 2010 | 2017 |
| ---- | ---- | ---- |
| 50   | ↗103 | ↘54  |